# Lambaesia caradjae
Lambaesia caradjae är en fjärilsart som beskrevs av Hans Rebel 1903. Lambaesia caradjae ingår i släktet Lambaesia och familjen mott. Inga underarter finns listade i Catalogue of Life.